# Іствуд (Луїзіана)
Іствуд (англ. Eastwood) — переписна місцевість (CDP) в США, в окрузі Боссьєр штату Луїзіана. Населення — 4390 осіб (2020).

## Географія
Іствуд розташований за координатами 32°33′38″ пн. ш. 93°33′46″ зх. д. / 32.56056° пн. ш. 93.56278° зх. д. (32.560575, -93.562762).  За даними Бюро перепису населення США в 2010 році переписна місцевість мала площу 16,61 км², уся площа — суходіл.

## Демографія
Згідно з переписом 2010 року, у переписній місцевості мешкали 4093 особи в 1499 домогосподарствах у складі 1152 родин. Густота населення становила 246 осіб/км².  Було 1620 помешкань (98/км²).
Расовий склад населення:
| - 90,2 % — білих - 6,0 % — чорних або афроамериканців - 0,5 % — корінних американців - 0,5 % — азіатів - 1,1 % — осіб інших рас |

До двох чи більше рас належало 1,6 %. Частка іспаномовних становила 4,2 % від усіх жителів.
За віковим діапазоном населення розподілялося таким чином: 28,0 % — особи молодші 18 років, 59,3 % — особи у віці 18—64 років, 12,7 % — особи у віці 65 років та старші. Медіана віку мешканця становила 36,3 року. На 100 осіб жіночої статі у переписній місцевості припадало 96,7 чоловіків;  на 100 жінок у віці від 18 років та старших — 94,1 чоловіків також старших 18 років.
Середній дохід на одне домашнє господарство  становив 91 561 долар США (медіана — 80 179), а середній дохід на одну сім'ю — 105 232 долари (медіана — 101 441). За межею бідності перебувало 12,0 % осіб, у тому числі 16,4 % дітей у віці до 18 років та 12,6 % осіб у віці 65 років та старших.
Цивільне працевлаштоване населення становило 2337 осіб. Основні галузі зайнятості: освіта, охорона здоров'я та соціальна допомога — 20,5 %, публічна адміністрація — 14,1 %, мистецтво, розваги та відпочинок — 11,5 %.